# 낙법

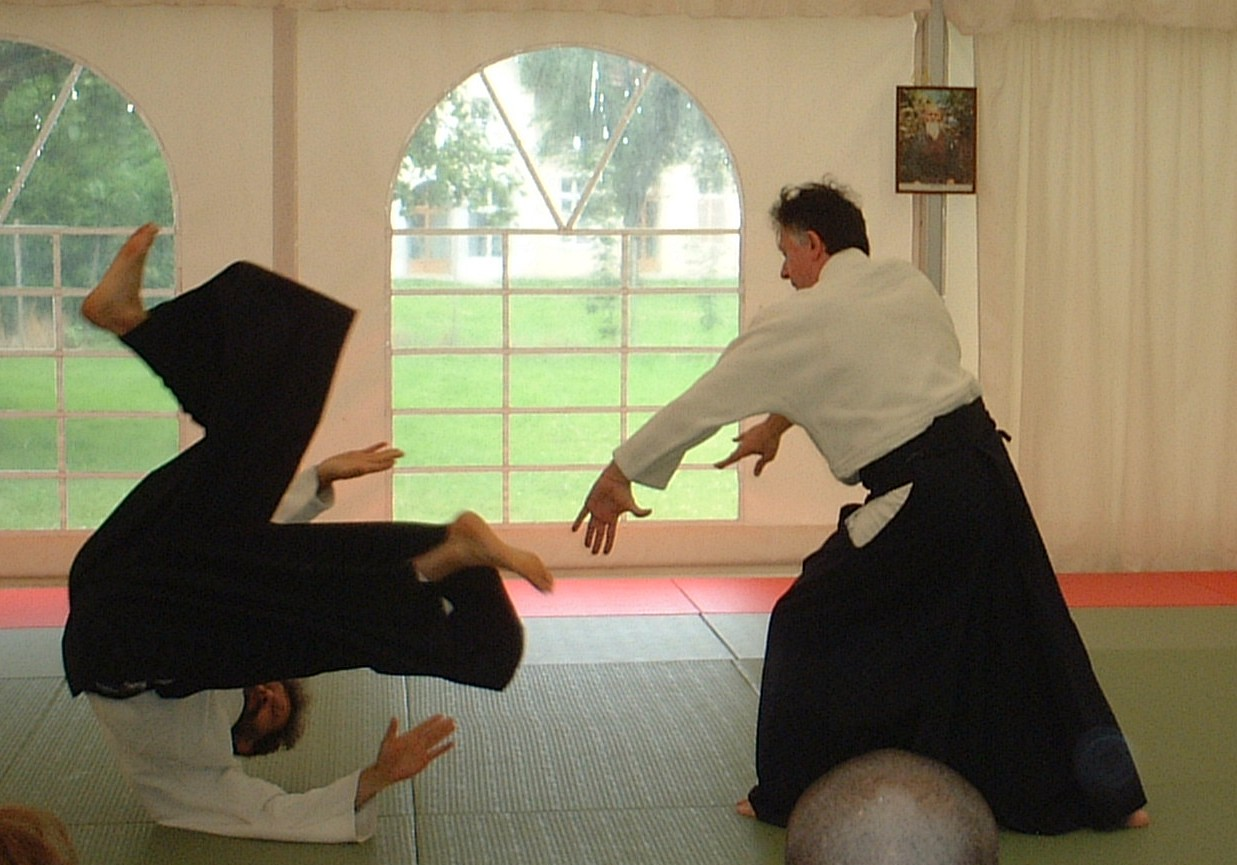
좌측의 인물이 전방 낙법을 수행하고 있다.

낙법(落法, 일본어: 受け, 일본어: 受け身)은 상대의 기법을 받아내는 기술이다. 상황과 무술 유형에 따라 낙법의 역할은 다양하다.
일반적으로는 상대의 공격을 받았거나 스스로 넘어질 때 충격을 줄이는 기술로 간주된다. 안전을 위하여 반드시 익혀 두어야 할 기술로 후방 낙법, 측방 낙법, 전방 낙법, 전방 회전 낙법 등이 있다.